# Мадениет (Есильский район)
Мадениет (каз. Мәдениет) — село в Есильском районе Северо-Казахстанской области Казахстана. Входит в состав Петровского сельского округа. Код КАТО — 594253400.
В 2,4 км к северо-западу от села находится озеро Киндыкты.

## Население
В 1999 году население села составляло 66 человек (39 мужчин и 27 женщин). По данным переписи 2009 года, в селе проживало 42 человека (19 мужчин и 23 женщины).